# Okezone.com
Okezone.com ist ein indonesisches Nachrichten- und Unterhaltungsportal. Die Website veröffentlicht Artikel zu einer Vielzahl von Themen, darunter Sport, allgemeine Nachrichten, Küche, die Welt der Prominenten, Lifestyle, Politik, internationale Veranstaltungen, Wirtschaft, die muslimische Welt. Es wurde 2007 gegründet. Eigentümer des Portals ist Media Nusantara Citra, zu dessen Portfolio auch eine Reihe von Fernsehsendern gehören (RCTI, MNCTV und GTV).
Laut The SAGE International Encyclopedia of Mass Media and Society es handelt sich um eine der beliebtesten Nachrichtenseiten in Indonesien. Im Juni 2021 war Okezone.com die zweitbeliebteste Website des Landes, gleichzeitig gehört das Portal zu den 100 meistgesehenen Websites der Welt (laut Alexa-Ranking, Stand Juni 2021).